# Steven Wilson
Steven John Wilson (Hemel Hempstead, 3 novembre 1967) è un cantautore e musicista britannico, conosciuto per essere il fondatore e frontman del gruppo musicale rock progressivo Porcupine Tree oltre che per la sua attività da solista.
Nel corso della sua carriera ha avuto all'attivo numerosi side-project, tra cui i Blackfield (con il cantautore israeliano Aviv Geffen), gli Storm Corrosion (con Mikael Åkerfeldt degli Opeth), Bass Communion, gli I.E.M. e i No-Man. Nel nuovo millennio ha anche curato le versioni remix di numerosi album legati al rock progressivo, come In the Court of the Crimson King dei King Crimson, Aqualung dei Jethro Tull e Fragile e Close to the Edge degli Yes.

## Biografia

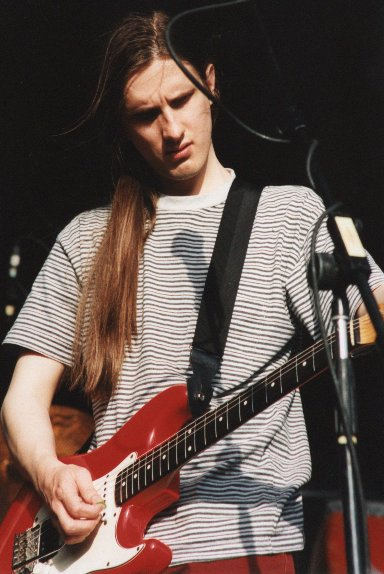
Steven Wilson nel 1997

Nato a Hemel Hempstead, Hertfordshire il 3 novembre 1967, Wilson scopre la musica all'età di 8 anni quando a Natale i genitori gli regalano The Dark Side of the Moon dei Pink Floyd e Love to Love You Baby di Donna Summer. Dai Pink Floyd impara il gusto per la psichedelia, la sperimentazione e per la musica progressive, come si vede nei suoi Porcupine Tree, mentre da Donna Summer prende il gusto per il groove, da cui i No-Man saranno influenzati.
Cominciò a suonare a 11 anni con una chitarra classica e negli anni successivi formò vari gruppi a scuola che gli fecero conoscere l'ambito live, e di queste esperienze fece tesoro: infatti, con i Porcupine Tree si può notare la sua scioltezza sul palco, con una precisione quasi maniacale nel riproporre le canzoni il più fedelmente possibile alle registrazioni e il loro creare un percorso musicale ben strutturato. Rimane il fatto che però preferiva e preferisce tuttora registrare i suoi pezzi in sala piuttosto che suonarli dal vivo (ed egli stesso ammette che sono stati i Porcupine Tree a fargli scoprire il piacere di suonare davanti a un pubblico. Steven suona sul palco senza scarpe e calzini, completamente a piedi nudi, perché, a suo dire, gli permetterebbe di azionare con più disinvoltura la pedaliera degli effetti).
Tra il 1983 e il 1985 produce vari demo con due suoi gruppi: gli Altamont e i Karma, lavori che con la crescente fama dei Porcupine Tree sono riemersi (e lo stesso Wilson dirà che nel ritrovarli si sente come un pittore che vede appesi i suoi primi disegni fatti da bambino): la sua prima demo sarà incisa all'età di 15 anni. Dall'underground anni ottanta fonderà i due suoi gruppi principali, i Porcupine Tree e i No-Man insieme a Tim Bowness, che lo accompagneranno per il resto della sua carriera musicale.

## Carriera solista

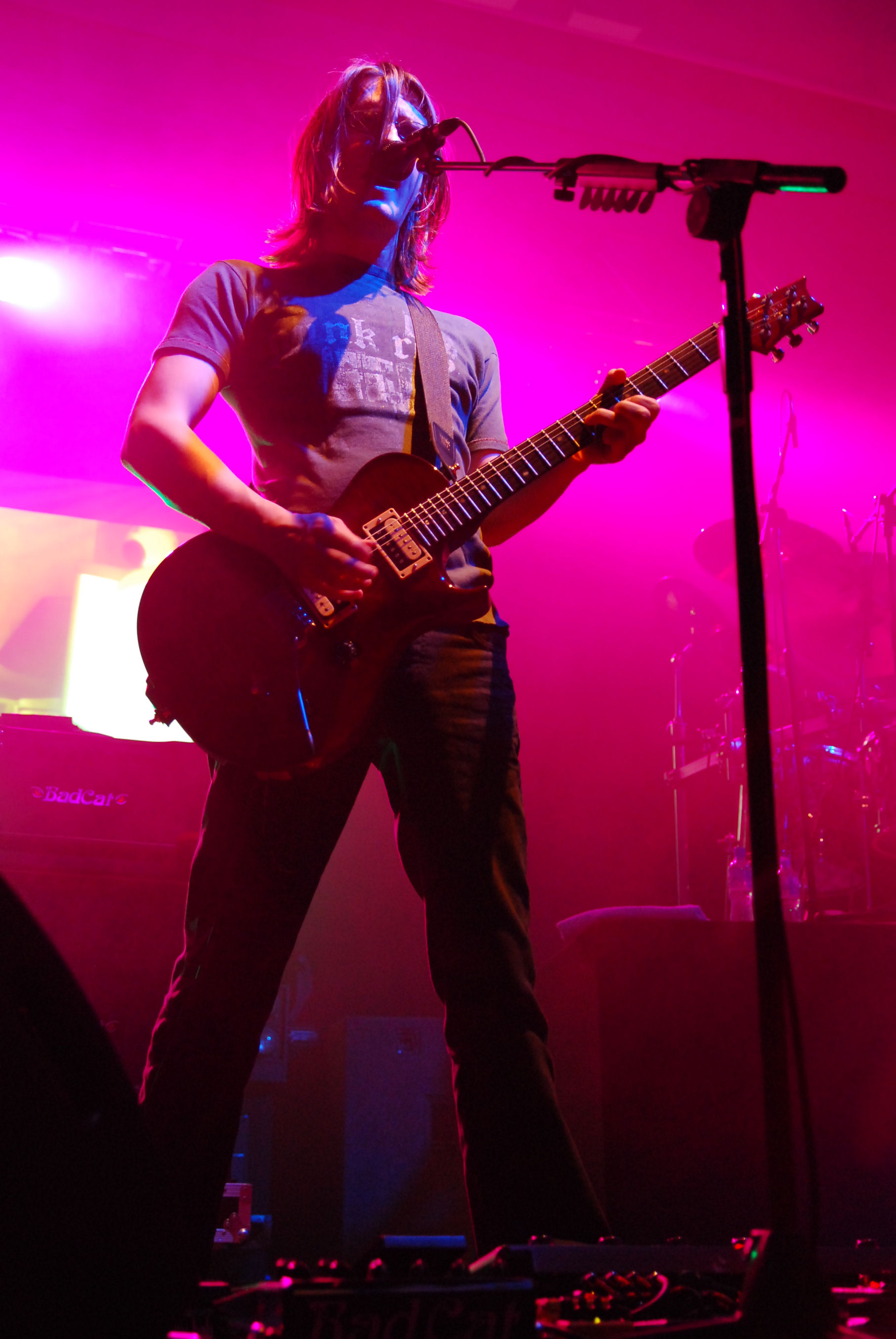
Wilson in concerto con i Porcupine Tree nel 2007 a Cracovia

Parallelamente all'attività con gli altri suoi gruppi musicali, Wilson ha realizzato diverso materiale da solista. Tra produzione e missaggio, invece, Wilson ha lavorato su alcuni album degli Opeth (Blackwater Park, Deliverance, Damnation e Heritage). Ha anche collaborato all'arrangiamento o suonato in vari album, tra cui The Never Ending Way of ORWarriOr degli Orphaned Land, We're Here Because We're Here e Weather Systems degli Anathema e nell'album Immersion dei Pendulum.
La prima pubblicazione a suo nome è la raccolta Unreleased Electronic Music Vol 1, uscita nel 2004. Il suo primo vero album in studio è invece Insurgentes, registrato tra dicembre 2007 e agosto 2008 e messo in vendita in edizione limitata a novembre 2008 e successivamente a marzo 2009 nei negozi. Il disco, che artisticamente non si sposta molto dalle coordinate stilistiche tracciate dai Porcupine Tree, vede la partecipazione di alcuni acclamati musicisti in ambito progressive, tra cui Gavin Harrison (già membro dei Porcupine Tree) alla batteria, Tony Levin al basso e Jordan Rudess al pianoforte. A Insurgents sono seguiti Grace for Drowning e The Raven That Refused to Sing (And Other Stories), pubblicati rispettivamente nel 2011 e nel 2013.
Il 1º dicembre 2014 Wilson ha annunciato il quarto album Hand. Cannot. Erase., pubblicato il 2 marzo 2015, a cui ha fatto seguito la raccolta Transience, uscita nel mese di settembre dello stesso anno nel formato vinile.
Il 9 maggio 2017 viene annunciato il suo quinto album solista, To the Bone, pubblicato il 18 agosto dello stesso anno e anticipato dai singoli Pariah, The Same Asylum as Before, Song of I, Permanating e Refuge. Il disco, coprodotto da Wilson e da Paul Stacey, è un omaggio ai dischi pop progressivo degli anni settanta e ha visto la partecipazione di Ninet Tayeb, Sophie Hunger e Adam Holzman in alcuni brani in esso contenuti. Tra gennaio e maggio 2018 il disco è stato promosso dal vivo attraverso il relativo tour svoltosi tra Europa e America del Nord. Il 1º dicembre dello stesso anno ha pubblicato Last Day of June (The Complete Game Soundtrack), colonna sonora dell'omonimo videogioco uscito ad agosto. In occasione dell'annuale Record Store Day, il 21 aprile 2018 è stato pubblicato il singolo inedito How Big the Space, originariamente composto durante le sessioni di To the Bone.

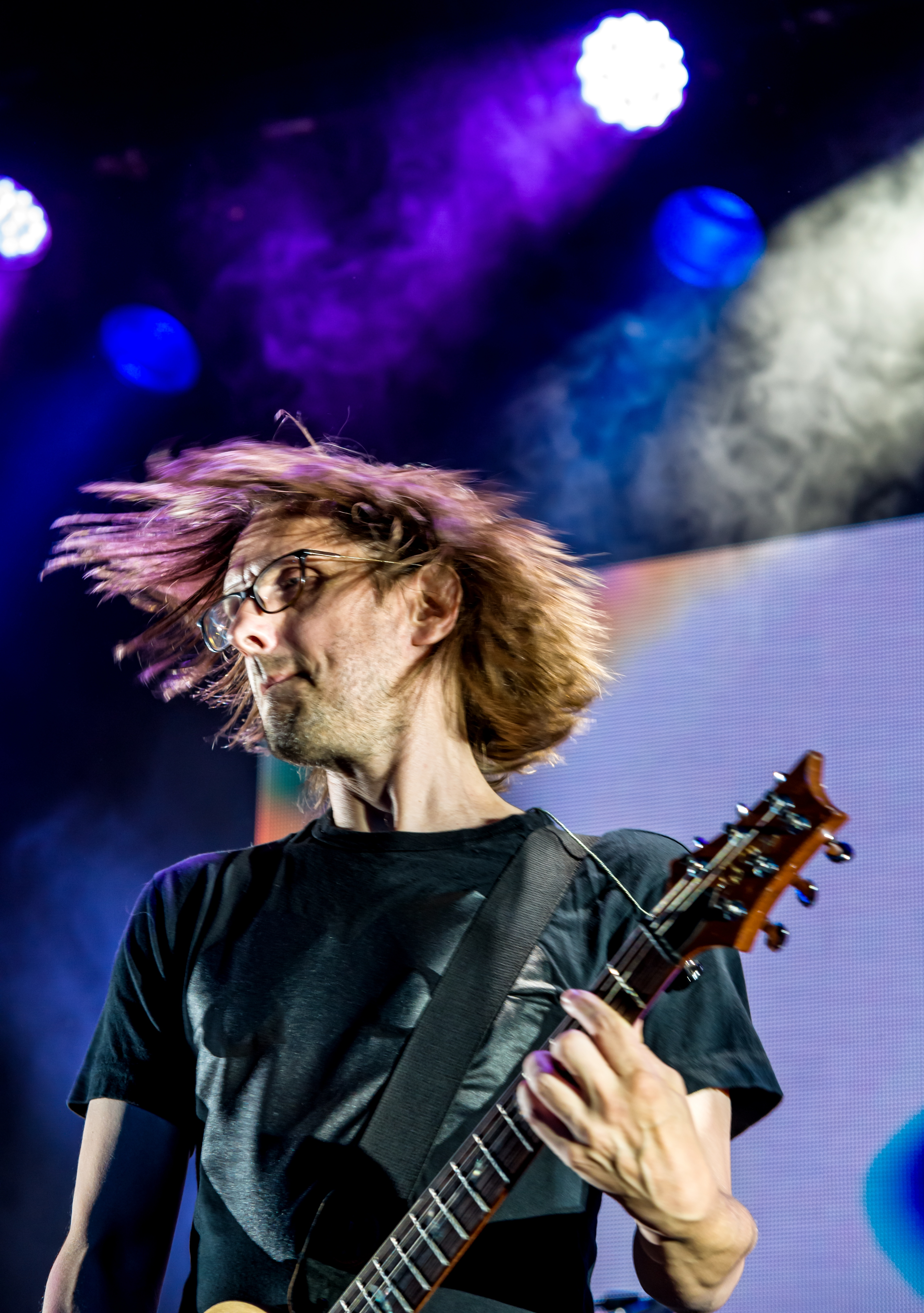
Steve Wilson nel 2018 a Friburgo in Brisgovia, Germania

Il 12 marzo 2020 ha pubblicato il singolo Personal Shopper, scelto come anticipazione al sesto album in studio The Future Bites, un disco definito da Wilson come «un'esplorazione di come il cervello umano si è evoluto nell'era di Internet». Originariamente previsto per il 12 giugno dello stesso anno, l'album è stato posticipato al 29 gennaio 2021 a causa della pandemia di COVID-19 insieme alla relativa tournée programmata nell'autunno 2020 (e in seguito cancellata definitivamente). A partire da settembre Wilson ha ripreso la promozione del disco, pubblicando a cadenza mensile i singoli Eminent Sleaze, King Ghost e 12 Things I Forgot, oltre al videoclip di Personal Shopper. Il 7 dicembre è stato distribuito digitalmente l'EP The B-Sides Collection, contenente le b-side originariamente incluse nelle edizioni fisiche di Eminent Sleaze e 12 Things I Forgot.
Nel 2022, parallelamente agli impegni con i Porcupine Tree con la promozione dell'album Closure/Continuation, Wilson ha rivelato di aver completato il settimo album come solista, rivelandone già il titolo, The Harmony Codex, e il fatto che sarebbe stato un disco molto più sperimentale e meno immediato di The Future Bites, pur mantenendo gran parte del suo «vocabolario musicale». Uscito il 29 settembre 2023, l'album è stato distribuito dalla Virgin Records e presenta dieci brani per un totale di circa 65 minuti di musica.

## Discografia

### Da solista
- 2008 – Insurgentes
- 2011 – Grace for Drowning
- 2013 – The Raven That Refused to Sing (And Other Stories)
- 2015 – Hand. Cannot. Erase.
- 2017 – To the Bone
- 2021 – The Future Bites
- 2023 – The Harmony Codex
- 2025 – The Overview

### Con i Porcupine Tree
- 1991 – On the Sunday of Life...
- 1993 – Up the Downstair
- 1995 – The Sky Moves Sideways
- 1996 – Signify
- 1999 – Stupid Dream
- 2000 – Lightbulb Sun
- 2002 – In absentia
- 2005 – Deadwing
- 2007 – Fear of a Blank Planet
- 2009 – The Incident
- 2022 – Closure/Continuation

### Con i No-Man
- 1993 – Loveblows & Lovecries - A Confession
- 1994 – Flowermouth
- 1996 – Wild Opera
- 2001 – Returning Jesus
- 2003 – Together We're Stranger
- 2008 – Schoolyard Ghosts
- 2019 – Love You to Bits

### Con gli I.E.M.
- 1996 – I.E.M.
- 1999 – An Escalator to Christmas
- 2001 – Arcadia Son
- 2001 – IEM Have Come for Your Children
- 2005 – I.E.M. 1996 - 1999

### Come Bass Communion
- 1998 – Bass Communion
- 1999 – Bass Communion
- 1999 – Bass Communion v Muslimgauze (con Muslimgauze)
- 2001 – Bass Communion
- 2004 – Ghosts on Magnetic Tape
- 2005 – Indicates Void
- 2006 – Loss
- 2008 – Pacific Codex
- 2008 – Molotov and Haze
- 2011 – Cenotaph
- 2024 – The Itself of Itself

### Con i Blackfield
- 2004 – Blackfield
- 2007 – Blackfield II
- 2011 – Welcome to My DNA
- 2013 – Blackfield IV
- 2017 – Blackfield V
- 2020 – For the Music

### Con gli Storm Corrosion
- 2012 – Storm Corrosion

### Con i Continuum
- 2005 – Continuum I
- 2006 – The Continuum Recyclings, Volume One
- 2007 – Continuum II
- 2010 – The Continuum Recyclings, Volume Two